# Campionati africani di atletica leggera 2018 - 100 metri ostacoli
La specialità dei 100 metri ostacoli femminili ai campionati africani di atletica leggera di Asaba 2018 si è svolta il 2 agosto allo Stadio Stephen Keshi.

## Risultati

### Batterie
Qualificazione: i primi 3 di ogni batteria (Q) ed i 2 tempi più veloci degli esclusi (q) si qualificano in finale.
Vento:
Gruppo 1: -0,7 m/s, Gruppo 2: -1,0 m/s
| Class | Gruppo | Nome                        | Nazione        | Tempo | Note |
| ----- | ------ | --------------------------- | -------------- | ----- | ---- |
| 1     | 2      | Tobi Amusan                 | Nigeria        | 13.04 | Q    |
| 2     | 1      | Rikenette Steenkamp         | Sudafrica      | 13.17 | Q    |
| 3     | 1      | Rosvitha Okou               | Costa d'Avorio | 13.53 | Q    |
| 4     | 1      | Grace Ayemoba               | Nigeria        | 13.94 | Q    |
| 4     | 2      | Karel Elodie Ziketh         | Costa d'Avorio | 13.94 | Q    |
| 6     | 1      | Favour Efe                  | Nigeria        | 14.12 | q    |
| 7     | 1      | Adja Arrete Ndiaye          | Senegal        | 14.32 | q    |
| 8     | 2      | Eleonore Bailly             | Costa d'Avorio | 14.47 | Q    |
| 9     | 2      | Priscillah Tabunda Nasimiyu | Kenya          | 14.71 |      |
| 10    | 1      | Hirpe Deribsa               | Etiopia        | 15.14 |      |
| N.D.  | 2      | Gnima Faye                  | Senegal        | dnf   |      |
| N.D.  | 1      | Houda Hagras                | Egitto         | dns   |      |
| N.D.  | 1      | Marthe Koala                | Burkina Faso   | dns   |      |
| N.D.  | 2      | Rokya Fofana                | Burkina Faso   | dns   |      |
| N.D.  | 2      | Lina Ahmed                  | Egitto         | dns   |      |

### Finale
Vento: -1.4 m/s
| Class   | Corsia | Atleta              | Nazione        | Tempo | Note |
| ------- | ------ | ------------------- | -------------- | ----- | ---- |
| Oro     | 4      | Tobi Amusan         | Nigeria        | 12.86 |      |
| Argento | 6      | Rikenette Steenkamp | Sudafrica      | 13.18 |      |
| Bronzo  | 5      | Rosvitha Okou       | Costa d'Avorio | 13.39 |      |
| 4       | 7      | Grace Ayemoba       | Nigeria        | 13.68 |      |
| 5       | 3      | Karel Elodie Ziketh | Costa d'Avorio | 13.70 |      |
| 6       | 1      | Favour Efe          | Nigeria        | 14.18 |      |
| 7       | 2      | Adja Arrete Ndiaye  | Senegal        | 14.63 |      |
| 8       | 8      | Eleonore Bailly     | Costa d'Avorio | 14.84 |      |